# Nice Université Club
Il Nice Université Club, noto anche come NUC, è una società polisportiva francese con sede a Nizza. Oltre alle sezioni sportive di calcio e nuoto, ne aveva una di baseball: era quest'ultima la più nota delle tre, in virtù dei 5 titoli nazionali conquistati dal 1971 al 1981. Per tutti gli anni settanta fu la principale rivale del Paris Université Club, contro il quale giocò l'ultima finale nel 1984, perdendola 5-2. La squadra non ha più preso parte a competizioni dopo la morte del suo storico allenatore François Corso.

## Palmarès
- Campionati francesi: 22

1971, 1974, 1978, 1979, 1981.

### Altri piazzamenti
- Campionato francese:

secondo posto: 1970, 1973, 1975, 1976, 1977, 1980, 1984.